# Lärz
Lärz ist eine Gemeinde im Süden des Landkreises Mecklenburgische Seenplatte in Mecklenburg-Vorpommern (Deutschland). Sie wird vom Amt Röbel-Müritz mit Sitz in der Stadt Röbel/Müritz verwaltet.

## Geografie

### Lage
Lärz liegt südlich der Müritz – in der Mecklenburgischen Seenplatte – zwischen dem Müritzhafen Rechlin und der Kleinstadt Mirow. Rechlin war früher durch die Bahnstrecke Mirow–Rechlin erschlossen. Durch das Gemeindegebiet führt der Kanal von Mirow nach Vietzen, er ist Teil der Müritz-Havel-Wasserstraße. Der Westen und Süden der waldreichen Gemarkung Lärz ist mit Thüren, Tralowsee, Nebel, Müritzsee und Müritzarm seenreich; auch der Sumpfsee und die Kleine Müritz liegen nahe. Die obere Elde fließt in den Müritzsee, der über den Müritzarm mit der Müritz verbunden ist. Das leicht hügelige Gelände um Lärz erreicht maximal 89 m ü. NHN. Die Stadt Mirow ist fünf Kilometer, die Stadt Röbel/Müritz etwa 15 Kilometer entfernt.
Umgeben wird Lärz von den Nachbargemeinden Rechlin im Norden, Mirow im Osten, Schwarz im Süden, Wittstock/Dosse im Südwesten, Buchholz und Priborn im Westen sowie Südmüritz im Nordwesten.

### Ortsteile
Zu Lärz gehören die Ortsteile Alt Gaarz, Gaarzer Mühle, Ichlim, Krümmel, Neu Gaarz und Troja.

## Geschichte
1237 tauchte der ursprünglich slawisch besiedelte Ort als Lositz in einer Urkunde des Fürsten Nikolaus von Werle auf. 1257 wurde Loziz als Besitz des Klosters Dobbertin genannt. Der altpolabische Ortsname lautete ursprünglich *Losica und wurde mit dem Substantiv *los „Elch“ gebildet, ähnlich wie beim vorpommerschen Loitz. Er kann mit Ort des Elches wiedergegeben werden. Der Ortsteil Alt Gaarz ist 1291 erstmals als Gartz belegt und ist eine häufige polabische Benennung für einen befestigten Ort (vgl. Garz, Gartz u. ä.).
In Lärz hatten die Bauern im Gegensatz zur Rechtlosigkeit der Gutsarbeiter in den Nachbargemeinden eine eigene „Dorfordnung“ durchgesetzt (Regulierung der Vererbpachtung an die Bauern 1859 durch Prozesse gegen das Kloster Dobbertin), was für die damaligen mecklenburgischen Verhältnisse fortschrittlich war.
Von 1914 bis 1993 war Lärz (verbunden mit der Nachbargemeinde Rechlin an der Müritz) Militärstandort. 1941 begann die Stationierung verschiedener Erprobungsstaffeln  und die Bildung eines Erprobungskommandos in Lärz. Auf dem Flugplatz Lärz fanden unter anderem Tests mit den ersten Strahlflugzeugen der Welt (Heinkel He 178) statt.
Die 1922 errichtete Eisenbahnverbindung von Mirow, Abzweig Starsow, nach Ellerholz, Rechlin führte über Lärz. 1967 wurde der Personenverkehr eingestellt, die Strecke diente vorwiegend Militärtransporten. Es war geplant, die Bahnlinie zur touristischen Nutzung zu reaktivieren, sie wurde jedoch 2007 abgebaut. Von 1934 bis 1935 wurde die Straße Mirow–Lärz–Vietzen gebaut. Von 1934 bis 1936 entstand der Müritz-Havel-Kanal von Mirow über Lärz nach Vietzen.
Wegen der militärischen Einrichtungen in der Umgebung war 1944 und 1945 auch Lärz Ziel schwerer Bombardements. Am 21. Mai 1944 erfolgte der erste Tiefangriff amerikanischer Jagdbomber auf den Flugplatz. Am 24. Mai 1944 weitere Bombenabwürfe von 13 US-Bombern und am 10. April 1945 warfen 105 US-Bomber 232 Tonnen Bomben auf den Lärzer Flugplatz ab.
Am 2. Mai 1945 wurde das Gebiet durch die Rote Armee besetzt, die den Flugplatz weiter nutzte. So waren in den 1980er-Jahren zeitweise bis zu 2000 Angehörige der sowjetischen Streitkräfte in Lärz stationiert (Jagdbomber- und Hubschraubergeschwader). Im März 1993 zogen die nunmehr GUS-Streitkräfte genannten Truppen aus Lärz ab.
Der Flugplatz wird seit 1994 durch die Betreibergesellschaft Müritzflugplatz Rechlin-Lärz als ziviler Verkehrslandeplatz genutzt.
Auf dem Flugplatz befindet sich das Rechlin-Lärzer Luftfahrtmuseum, das neben einer Ausstellung über die Erprobungsstelle Rechlin auch mehrere Luftfahrzeuge beherbergt, die besichtigt werden können (Mi-8, MiG-21, Breguet Atlantic u. a.).
Im November 2018 fand in Lärz und in Schwarz ein Bürgerentscheid zu einem Gebietsänderungsvertrag statt, nach dem die beiden Gemeinden mit Rechlin fusioniert werden sollten. Sowohl in Lärz als auch in Schwarz stimmte jedoch eine Mehrheit gegen eine Fusionierung. In Lärz stimmten von den 439 Wahlberechtigten 252 gegen und 75 für eine Fusionierung. Die Wahlbeteiligung lag bei etwa 74 Prozent.

## Politik

### Gemeindevertretung und Bürgermeister
Der Gemeinderat besteht (inkl. Bürgermeister) aus 9 Mitgliedern. Die Wahl zum Gemeinderat am 26. Mai 2019 hatte folgende Ergebnisse:
| Partei/Bewerber      | Prozent | Sitze |
| -------------------- | ------- | ----- |
| Wählergruppe Lärz    | 40,98   | 3     |
| CDU                  | 25,20   | 2     |
| LKTG                 | 21,23   | 2     |
| Einzelbewerber Meyer | 9,31    | 1     |

Bürgermeister der Gemeinde ist Hartmut Lehmann (CDU), er wurde mit 62,67 % der Stimmen gewählt.

### Dienstsiegel
Die Gemeinde verfügt über kein amtlich genehmigtes Hoheitszeichen, weder Wappen noch Flagge. Als Dienstsiegel wird das kleine Landessiegel mit dem Wappenbild des Landesteils Mecklenburg geführt. Es zeigt einen hersehenden Stierkopf mit abgerissenem Halsfell und Krone und der Umschrift „GEMEINDE LÄRZ“.

## Kultur
Im Ort findet jährlich das Fusion Festival und alle zwei Jahre das at.tension-Theaterfestival des Kulturkosmos Müritz e. V. statt.

## Sehenswürdigkeiten

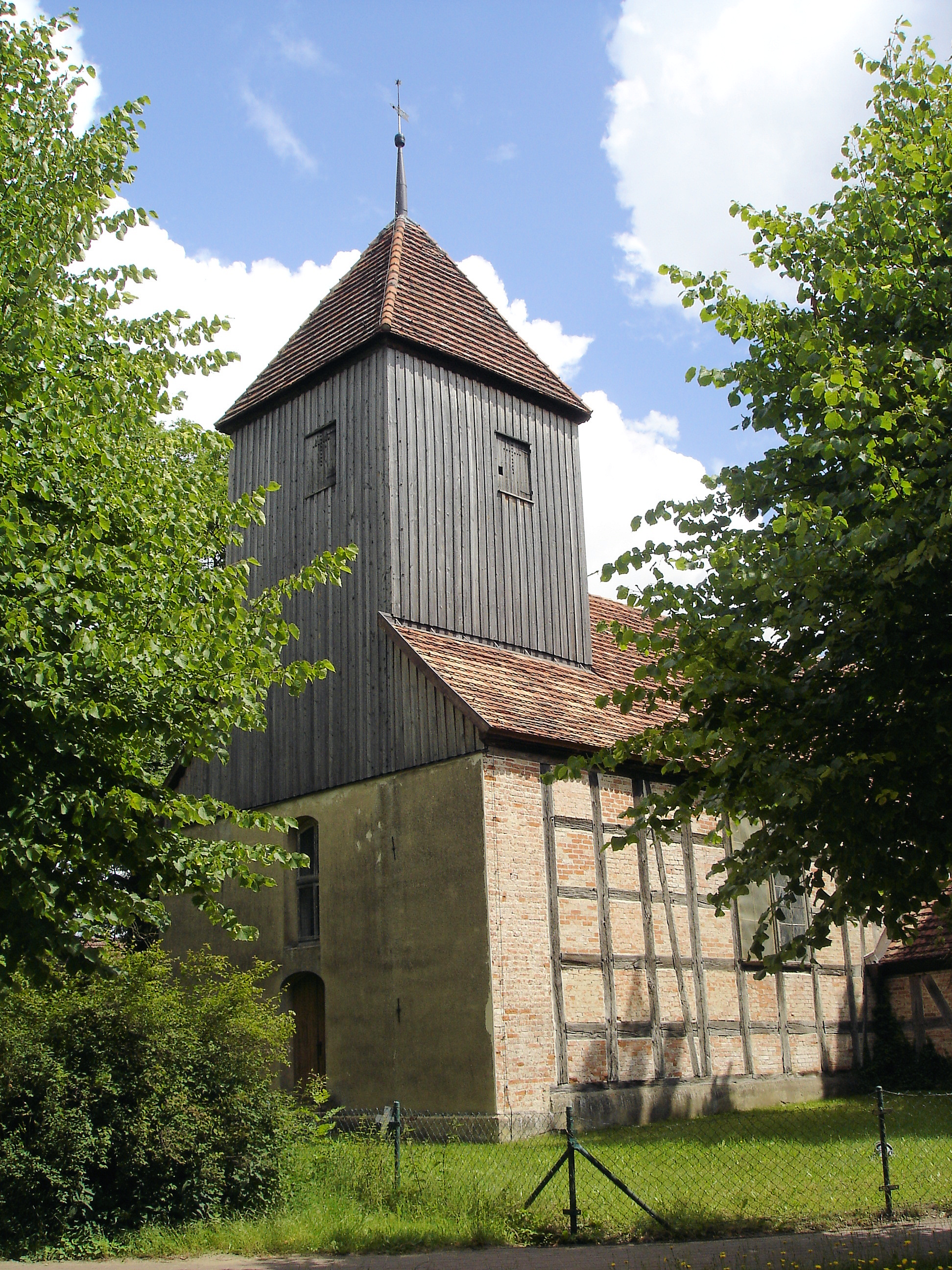
Kirche Lärz

- In der 1724 erbauten Dorfkirche Lärz gibt es einen Kanzelaltar und Reste barocker Deckenbemalungen. Die Orgel stammt von der schlesischen Orgelbaufirma Schlag & Söhne. Sie wurde 1895 gebaut und ist das einzige vollständig erhaltene Instrument dieser Firma in Mecklenburg.
- In der mit Holz beplankten Dorfkirche Alt Gaarz aus dem Jahr 1854/55 gibt es eine Buchholz-Orgel. Die Kirche wurde vom Hofbaumeister Friedrich Wilhelm Buttel errichtet.
- Das Luftfahrtmuseum auf dem Flugplatz Müritz Airpark zeigt auf 800 m² Ausstellungsfläche Flugzeuge und einen Hubschrauber. Auf dem Flugplatz findet alljährlich im Juni das Fusion Festival statt.

## Verkehr

### Die Eisenbahngeschichte von Lärz
Am 7. März 1889 erhielt die Großherzogliche Regierung in Neustrelitz die Konzession für den Bau und Betrieb einer Eisenbahnstrecke von Neustrelitz bis Mirow. Am 17. Mai 1890 wurde diese Bahnstrecke offiziell eröffnet. In den letzten Kriegsjahren des 1. Weltkrieges befasste sich das kaiserliche Militär mit dem Projekt eines Anschlussgleises für einen geplanten Flugplatz an der Südspitze der Müritz. Das Vorhaben zur Anlage eines Flugplatzes konnte erstmal nicht verwirklicht werden, deshalb übergab die Militärverwaltung das Projekt zum Bau einer Eisenbahnstrecke von Mirow nach Rechlin über Lärz dem Reichsschatzminister zur Verwertung. Die Mecklenburgische Friedrich-Wilhelm Eisenbahngesellschaft (MFWE) stellte den Antrag zur Übernahme des Projektes. Am 15. Oktober 1917 wurde der Vertrag zum Bau der Bahnstrecke Mirow-Ellerholz unterzeichnet. Am 30. November 1917 wurde die Konzession zum Bau der Eisenbahntrasse erteilt. Am 27. Juni 1922 konnte dann die Strecke fertiggestellt werden, um am 1. Juli 1922 an die MFWE zur Nutzung übergeben zu werden. Bereits 1923 wurden 3646 Tonnen Güter auf der Strecke gefördert. 1924 wurde dann der Personenverkehr auf dieser Strecke aufgenommen, der aber 1927 wieder eingestellt wurde. Dieses war dann bis zum 1. April 1934 so. Mit der Entstehung der Erprobungsstelle in Rechlin und Lärz war jetzt ein wesentlich höherer Bedarf für den öffentlichen Personenverkehr entstanden und die Strecke wurde wieder freigegeben. Am 17. Dezember 1934 wurde in Lärz eine Zugfolgestelle eingerichtet. Das bedeutet, es entstand ein Rangiergleis an der Straße nach Krümmel. 1945/46 wurde die Eisenbahnstrecke als Reparationsleistung an die Sowjetunion demontiert. Am 15. Juli 1949 war die Strecke Starsow bis Ellerholz und bis zum 12. März 1951 bis Rechlin Nord wieder hergestellt und der Zugverkehr wieder aufgenommen worden. Im Personenverkehr wurde die Bahn hauptsächlich von den Beschäftigten der neu entstandenen Schiffswerft genutzt. So galt der Betriebsausweis der Schiffswerft als gültige Fahrkarte. Am 28. Februar 1967 wurde der Personenverkehr wieder eingestellt und auf Busse umgestellt. Die Strecke diente nur noch dem Güterverkehr bis zum 31. Dezember 2001, dann wurde auch er eingestellt. Lärz hatte zwei Haltepunkte an dieser Strecke. Der eine befand an der Krümmeler Straße. Dieser hatte auch ein Rangiergleis und hier wurden auch Güter umgeschlagen. Der andere befand sich an der Straße, die nach Gaarz führt und diente nur als Haltepunkt für den Personenverkehr. Der Haltepunkt Krümmeler Straße hatte auch ein überdachtes Wartehäuschen und eine Auffahrrampe. Hier wurden nach 1945 Güter für die Bäuerliche Handelsgenossenschaft (BHG) entladen und die Waggons mit Erzeugnissen der heimischen Bauern beladen. Am Bahnhof befand sich ebenfalls eine Baracke für die Lagerung und den Verkauf von ländlichen Produkten. Mit dem Neubau für das Agrochemische Zentrum (ACZ) wurde diese Baracke abgerissen. Nach der Stilllegung der Eisenbahnstrecke 2001 gab es mehrere Anläufe, sie wieder zu beleben. Letztlich wurde die Eisenbahnstrecke von der Gemeinde Rechlin käuflich erworben und abgebaut. 2010/11 wurde auf dem Gleisbett dann ein Radweg gebaut. Heute noch sichtbar ist der Bahnsteig an der Gaarzer Straße, ansonsten sind nur Bilder der Erinnerung geblieben.

### Aktuelle Situation
Lärz liegt an der Chaussee von Mirow nach Rechlin, die im Gegensatz zur  Bundesstraße 198 südlich am Flugplatz Lärz vorbeiführt. In Richtung Süden besteht eine Straßenverbindung in das brandenburgische Rheinsberg. Die Autobahn-Anschlussstelle Röbel an der A 19 (Rostock–Dreieck Wittstock/Dosse) ist etwa 21 Kilometer entfernt. Der nächste Bahnhof befindet sich im nahen Mirow (Bahnlinie nach Neustrelitz).

### Gedruckte Quellen
- Mecklenburgisches Urkundenbuch (MUB)
- Mecklenburgische Jahrbücher (MJB)

### Ungedruckte Quellen
Landeshauptarchiv Schwerin
- LHAS 1.5-4/3 Urkunden Kloster Dobbertin.
- LHAS 2.12-3/5 Kirchenvisitaionen
- LHAS 3.2-3/1 Landeskloster/Klosteramt Dobbertin.
- LHAS 3.2-4 Ritterschaftliche Brandversicherung. Lärz Nr. 560–566.
- LHAS 5.12-4/2 Mecklenburgisches Ministerium für Landwirtschaft, Domänen und Forsten.

## Belege
1. ↑  Statistisches Amt M-V – Bevölkerungsstand der Kreise, Ämter und Gemeinden 2023 (XLS-Datei) (Amtliche Einwohnerzahlen in Fortschreibung des Zensus 2011) (Hilfe dazu).
2. ↑  MUB I. (1863) Nr. 469.
3. ↑  MUB I. (1863) Nr. 790.
4. ↑  Ernst Eichler und Werner Mühlmer: Die Namen der Städte in Mecklenburg-Vorpommern. Ingo Koch Verlag, Rostock 2002. ISBN 3-935319-23-1
5. ↑  Willich, Cornelia: Ortsnamen in Mecklenburg-Strelitz. In: Mecklenburg-Strelitz. Beiträge zur Geschichte einer Region, Bd. 2 (2002), S. 6-23, hier S. 10.
6. ↑  Nadine Schuldt: Aus der Fusion von Lärz, Rechlin und Schwarz wird nichts. In: Nordkurier. 11. November 2018, abgerufen am 31. Dezember 2018.
7. ↑  Wahlergebnisse auf www.amt-roebel-mueritz.de
8. ↑  Reihenfolge nach Stimmenanteil
9. ↑  Wahlergebnisse auf www.amt-roebel-mueritz.de
10. ↑  Hauptsatzung § 1
11. ↑  https://kulturkosmos.de/
12. ↑  Informationen von offizieller Infotafel der Gemeinde Lärz. (Überschrift: "Die Eisenbahngeschichte von Lärz"; Unterüberschrift: "The history of the railways in Laerz")